# میروردی کندی
میروردی کندی یک روستا در ایران است که در دهستان قشلاق جنوبی واقع شده‌است. میروردی کندی ۱۶۲ نفر جمعیت دارد.